# Церковь Святого Доминика (Терамо)
Церковь Святого Доминика (итал. Chiesa di San Domenico) — церковь в епархии Терамо-Атри Римско-католической церкви в городе Терамо, в провинции Терамо, в регионе Абруццо, в Италии.
Храм построен в XIV веке, как монастырская церковь Ордена Проповедников; расположен на улице Корсо Порта Романа.

## История
Церковь Святого Доминика была построена с прилегающим монастырем в начале 1300 года. Обитель была основана ещё в 1287 году на провинциальном капитуле доминиканцев в Риме.
В XIV веке монастырь был украшен фресками Себастьяна Маевского с изображением сцен из жизни Святого Доминика. Комплекс был завершен в 1407 году. В начале XIX века обитель была упразднена указом Наполеона. Доминиканцы вернулись в свой монастырь в 1931 году. Часть здания ныне занимают монахи, другая, большая часть занята Государственным архивом.
Когда в 1930-е годы собор в Терамо был закрыт для общественности из-за реставрационных работ, церковь Святого Доминика из-за своих огромных размеров была возведена в ранг викарного собора и являлась главным храмом епархии.

## Описание
Внутренняя структура представляет собой неф покрытый двускатной крышей, который завершается хорами на квадратном основании под сводом. Стены богато расписаны фресками. Недавно была обнаружена фреска 1400 года с изображением сцен из жизни Святого Доминика. В храме также находятся произведения искусства и орган.
Справа от главного алтаря находятся три терракотовые ренессансные статуи: Богоматерь с младенцем первой половины XVI века, вероятно работы Джованни Антонио да Лучоли, и гипсовая группа XVIII века работы Микеле Клеричи, представляющая собой семью Святых Иоакима и Анны.
В правом приделе церкви находится мавзолей уроженца Терамо, историка Франческо Савини, сопосбствовавшего восстановлению храма и возобновлению в ней богослужений.
К церкви прилегает капелла Святейшего Розария XVIII века с фресками Джилберто Тодини и лепниной Микеле Клеричи.